# Jules Pajot
Pour les articles homonymes, voir Pajot.
Jules Isidore Bernard Fidèle Pajot, né le 1er février 1809 à Paris et mort le 12 janvier 1898 à Lille, est un homme politique français, monarchiste et catholique, député puis sénateur inamovible.

## Biographie
Jules Pajot est né à Paris le 1er février 1809. Il est le fils d'un marchand ferrailleur du faubourg Saint-Antoine. Il suit des études de droit, et devient notaire. Il exerce cette profession à Paris de 1837 à 1867 et préside la Chambre des notaires de Paris. 
Il épouse Camille Ridez, fille d'un négociant lillois et commence une carrière politique à Lille. Il adhère en 1850 à l'association pour la propagande antisocialiste créée à Lille et suit le comte Armand de Melun dans ses diverses œuvres religieuses et charitables. En 1851, il est membre de confréries religieuses. Il est élu conseiller municipal de Lille et conseiller d’arrondissement pour le canton de Lille-Ouest en 1852. Militant du parti catholique, il défend les écoles primaires libres de Lille.
Sa retraite de notaire lui permet de se consacrer à la politique. Il est élu député du département du Nord le 8 février 1871. Monarchiste et clérical, il siège à l'extrême-droite à l'Assemblée nationale. 
Chargé du rapport sur la pétition des évêques demandant l'intervention de la France en faveur du pape, il conclut à une simple démarche auprès du roi d'Italie. Il vote contre Adolphe Thiers et pour la loi du septennat mais refuse ensuite le débat sur les lois constitutionnelles de 1875.
Bénéficiant d'un accord entre les républicains et les monarchistes, il est élu sénateur inamovible le 11 décembre 1875 par l'Assemblée nationale. Au Sénat, il siège à l'extrême droite et combat par ses votes la politique scolaire, coloniale et économique des ministères républicains.
Il meurt le 12 janvier 1898 à Lille,.